# Flächentarn (камуфляж)
Фляхентарн (нім. Flächentarn, Flächentarnmuster або Flächendruck), відомий також як Блюментарн (нім. Blumentarn, дослівно — «квітковий камуфляж») та Картофельмустер (нім. Kartoffelmuster, дослівно — «картопляний візерунок») — деформаційний військовий камуфляж, що між 1956 і 1967 роками використовувався Збройними силами та Міністерством внутрішніх справ Східної Німеччини. Складався з нанесених на світло-сірому фоні невеликих плям бірюзового, оливкового та охристого кольору, які віддалено нагадували за формою розпливчасті квіти чи листя.

## Назва
Попри те, що офіційна назва візерунка була Flächentarn, колекціонери військових камуфляжів та чимало дослідників називають його Blumentarn («квітковий камуфляж»), тоді як самі солдати називали його жартівливим прізвиськом Kartoffelmuster («картопляний малюнок»), можливо тому, що малюнок камуфляжу нагадував їм мішок картоплі.

## Історія

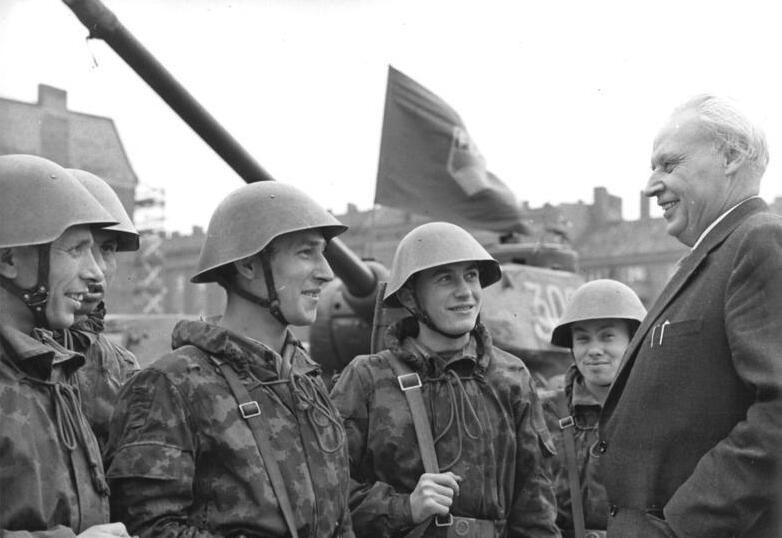
Солдати ННА (1961 р.н.) у верхній уніформі з камуфляжем Flächentarn

У січні 1956 року були засновані збройні сили НДР — Національна народна армія (нім. Nationale Volksarmee). Спочатку армія використовувала радянські зразки камуфляжів МКК Амеба, але швидко узялась до розробки власного.
Тестові прототипи камуфляжу Flächentarn були виготовлені в цьому ж 1956 році й вже в 1957 році модель була офіційно прийнята на озброєння, замінивши «амебоподібну» форму радянського камуфляжу, яка використовувалася з 1949 року. З цим камуфляжем виготовлялися елементи одностроїв (куртка та штани), польове спорядження, тенти-пончо та чохли для шоломів.
Схоже, що за дизайном Flächentarn є абсолютно оригінальним візерунком, який не був пов'язаний з будь-яким попереднім камуфляжем і не призвів до появи похідних моделей. Хоча австралійський камуфляж DPCU (1986—2014 років), по своїй «плямистості» та по колірній гамі дуже нагадує Flächentarn, проте візерунок його плям, здається, походить від американського камуфляжу 1942 року Frog Skin.

Забарвлення перших зразків камуфляжу Flächentarn складалось з приглушених тонів з домінуванням коричневого, а з 1962 року — колірна гама складалась з більш яскравих та контрастніших тонів.

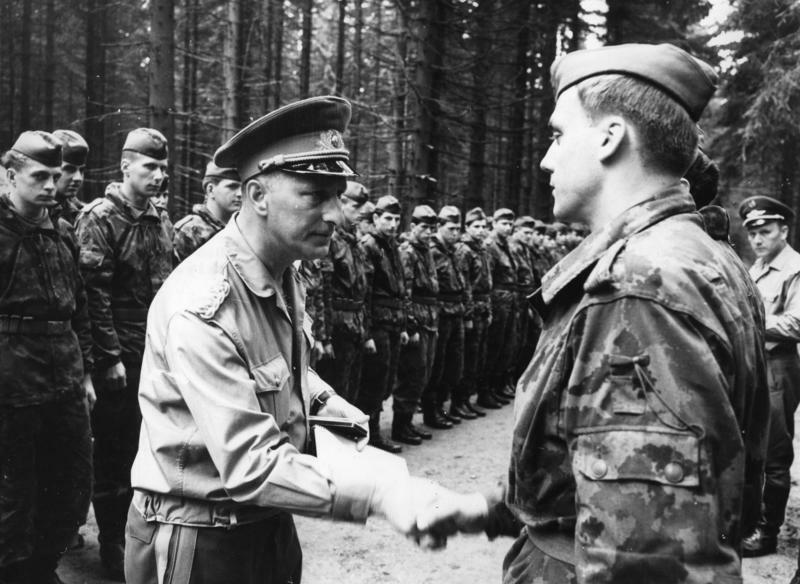
Гайнц Кесслер відвідує підрозділи ЗС НДР, що все ще використовують камуфляж Flächentarn (5.9.1968)

Було задокументовано кілька більш тьмяних колірних варіантів Flächentarn, деякі з яких можуть виглядати темнішими через те, що вони були покриті протигазовими хімічними речовинами (які також надали тканині воскову текстуру).
Використання Збройними силами НДР камуфляжу Flächentarn офіційно було припинено у 1965 році, коли на озброєння було прийнято новий «дощовий камуфляж» Strichtarn. Однострої з новим камуфляжем успадкували дизайн останніх одностроїв Flächentarn, затверджених у 1964 році й саме через це уніформа з камуфляжем Stricheldruck, що з'явились в 1965 році, отримала офіційну назву Kampfanzug 64.
Хоча заміна одностроїв з камуфляжем Flächentarn відбулась до 1967 року, ще протягом багатьох років солдатів ЗС НДР можна було побачити в одностроях з новим камуфляжем, але з обладнанням в камуфляжі Flächentarn.

## Опис

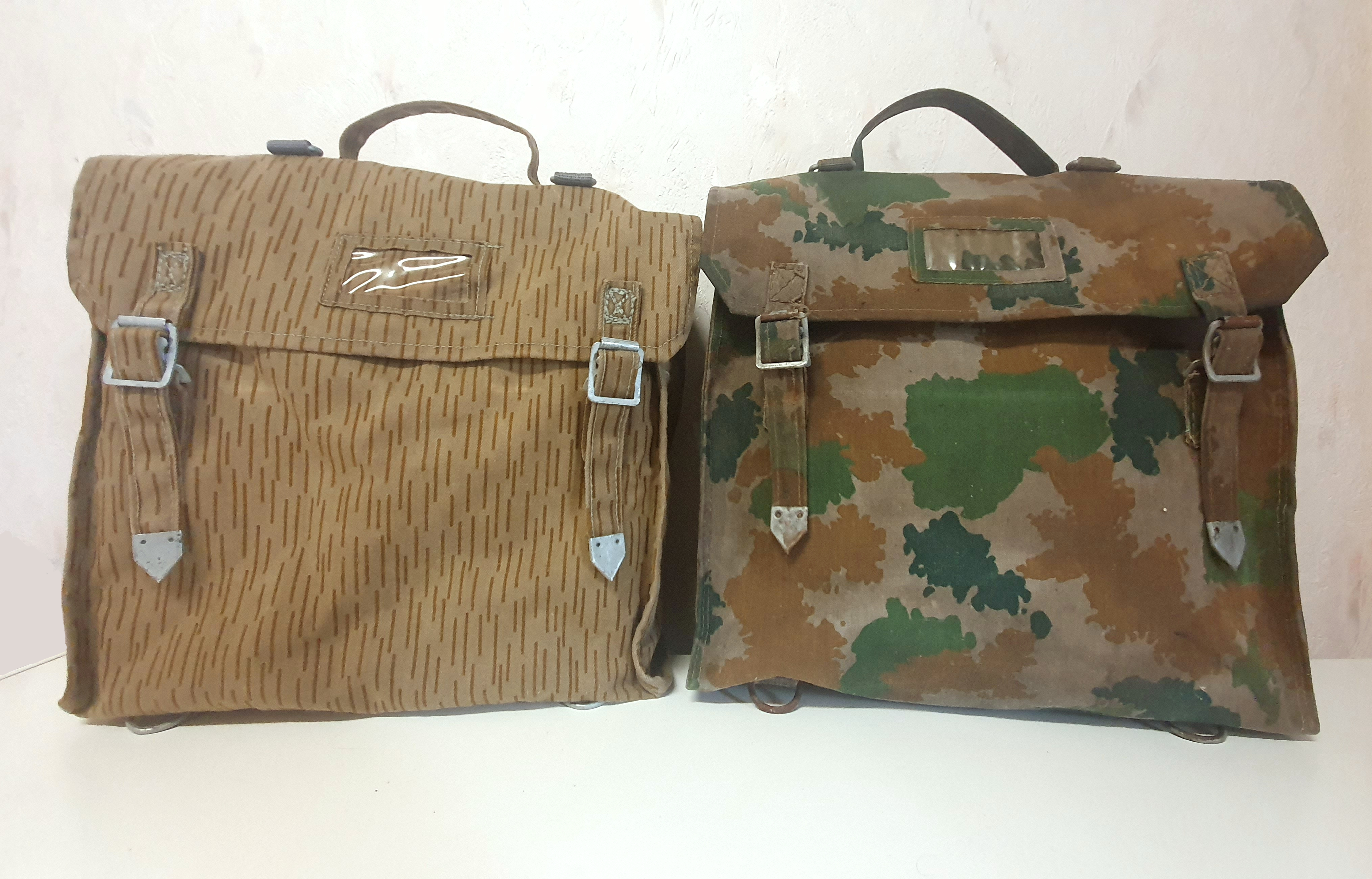
Офіцерський портфель з старим камуфляжем Flächentarn (праворуч) і новим «дощовим» камуфляжем Strichtarn (ліворуч)

Камуфляж Flächentarn виготовлявся з 1957 по 1965 рік і використовувався для «верхньої» польової форми (Kampfanzug 57) Національної народної армії (NVA) та прикордонників НДР. Протягом років ця уніформа знала кілька версій з відмінностями в деталях дизайну, але в цілому можна сказати, що вона складалася з верхньої куртки-парки та штанів з кількома кишенями.

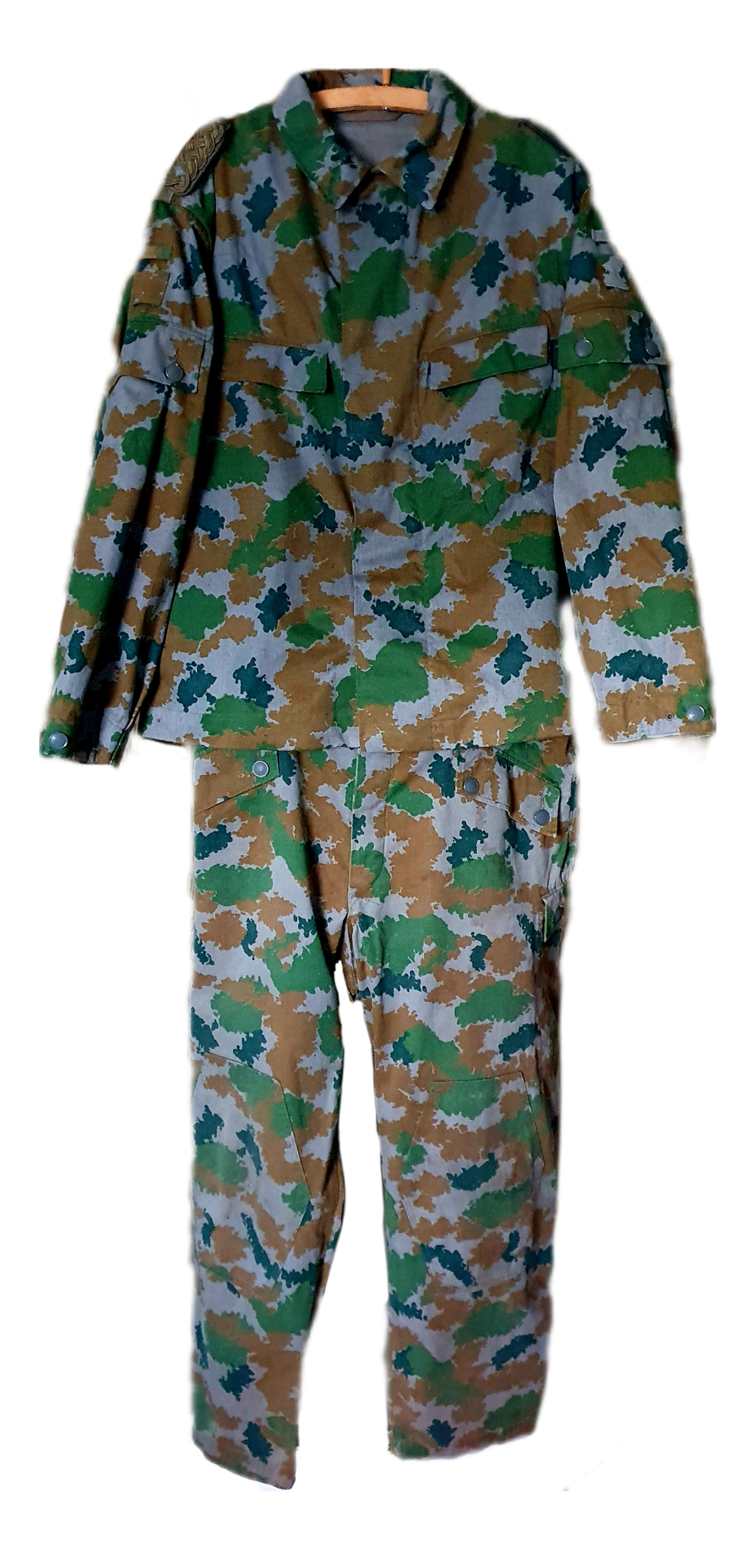
NVA Flächentarn 1965

Між 1957 і 1964 роками куртка мала пришитий капюшон, який, окрім захисту від дощу, міг закривати та маскувати шолом. У 1964 році капюшон став знімним і, на практиці, використовувався як камуфляжний нашоломник. Ця остання версія отримала назву Kampfanzug 64.
Треба відзначити, що з погляду дизайну однострої з камуфляжем Flächentarn були серед найсучасніших у світі. Разом із польською уніформою з штриховим камуфляжем «Deszczyk», вони стали першими у Варшавському договорі камуфляжними одностроями, що складались зі штанів з кількома кишенями та польової куртки, на якій кишені розміщувались не лише спереду, але й на рукавах. Що ще більш важливо, одностроями з камуфляжем Flächentarn забезпечувалась більшість складу збройних сил країни, а не лише десантники та інші спецпризначенці, як це було заведено на той час в більшості країн світу.
«Верхня» уніформа з камуфляжем Flächentarn була призначена для носіння поверх стандартної однотонної уніформи кольору feldgrau. Однак, на практиці, влітку її носили прямо поверх білизни.
Не існувало спеціального головного убору з камуфляжем Flächentarn. Зазвичай з польовою формою носили шолом, а якщо ні, то влітку повсякденну пілотку кольору feldgrau, а взимку шапку-вушанку (Wintermütze), злегка нахилену вперед (в стилі бергмютце).
Окрім елементів одностроїв, камуфляж Flächentarn одним із перших в історії застосовувався до більшості елементів спорядження — не лише до маскувальних чохлів і намету-пончо (Zeltbahn) як попередні німецькі камуфляжі, але також до рюкзака, тримачів для магазинів, патронташів, підсумків для гранат, чохлів для фляг та лопат тощо.

## Популярність
Забутий протягом десятиліть, останніми роками візерунок Flächentarn увійшов у моду серед військових колекціонерів (зазвичай під назвою Blumentarn). Оскільки кількість збережених оригінальних речей є відносно невеликою, збільшений попит призвів до виготовлення сучасних реплік усіх елементів одностроїв та спорядження з камуфляжем Flächentarn, аж до того, що виготовляються частини одягу, на яких цей камуфляж ніколи не застосовувався, наприклад, кепки бергмютце (що відтворюють дизайн нацистської m. 43), сорочки, футболки тощо.